# ANF Les Mureaux
ANF Les Mureaux (Les Ateliers de Construction du Nord de la France et des Mureaux) — ныне не существующая французская авиастроительная компания.

## История
Компания, основанная в 1918 (по другим данным в 1921 году) братьями Пелабон в Ле-Мюро, начала деятельность с переделок бомбардировщика Vickers Vimy для использования в принадлежавшей им авиакомпании CGEA. Помимо того в 1920-е годы она занималась модифицированием самолётов Breguet XIV для нужд гражданского рынка.
В 1929 году она поглотила фирму elle absorba la société Марселя Бессона Société de constructions aéronautiques et navales Marcel Besson, выпускавшую гидросамолёты. В то же время, её главный конструктор Андре Брюне разработал конструкцию цельнометаллического моноплана с крылом парасоль. Двухместные разведчики серии ANF 110 массово выпускались для ВВС Франции. Подобный тип крыла стал основным для большинства последующих моделей Les Mureaux, исключение составили лишь несколько серий высокопланов и лёгкий истребитель-низкоплан ANF 190, впрочем, так и не пошедшие далее стадии прототипов.
В 1930 году произошло слияние Les Ateliers des Mureaux с производителем подвижного состава для рельсового транспорта Ateliers de construction du Nord de la France. Их союз под названием Ateliers de construction du Nord de la France et des Mureaux просуществовал до 1937 года, когда, в результате национализации предприятий авиапромышленности, авиазаводы ANF стали частью гособъединения SNCAN (далее входившего в компанию Nord Aviation, затем в Aérospatiale (сейчас EADS)).
Железнодорожные предприятия ANF продолжали работать и далее и ныне входят в подразделение Bombardier Transportation корпорации Bombardier.

## Продукция компаний Les Mureaux и ANF Les Mureaux

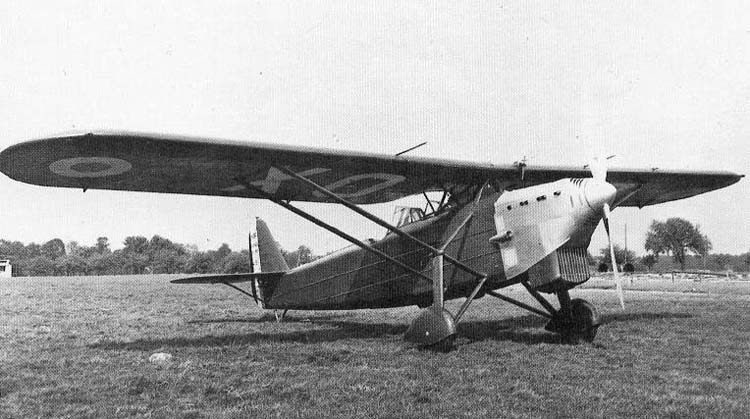
Un Mureaux 113 en 1931.

| Type                            | First flight | Number built | Role                |
| ------------------------------- | ------------ | ------------ | ------------------- |
| Les Mureaux 1 C.1 Express-Marin | 1924         | 1            | Морской истребитель |
| Les Mureaux 3 C.2               | 1927         | 1            | Истребитель         |
| Les Mureaux 4 C.2               | 1928         | 1            | Истребитель         |
| ANF Les Mureaux 110             | 1931         | 285          | Разведчик           |
| ANF Les Mureaux 120             | 1931         | 2            | Разведчик           |
| ANF Les Mureaux 130             | 1929         | 1            | Разведчик           |
| ANF Les Mureaux 131             | 1931         | 1            | Разведчик           |
| ANF Les Mureaux 140             | 1932         | 1            | Почтовый            |
| ANF Les Mureaux 160             | 1932         | 1            | туристический       |
| ANF Les Mureaux 170             | 1932         | 1            | Истребитель         |
| ANF Les Mureaux 180             | 1935         | 1            | Истребитель         |
| ANF Les Mureaux 190             | 1936         | 1            | Истребитель         |
| ANF Les Mureaux 200             | 1936         | 1            | Разведчик           |